# Wolfgang Katschner
Wolfgang Katschner (* 1961 in Kyritz) ist ein deutscher Lautenist und Dirigent. 

## Leben und Wirken
Wolfgang Katschner studierte klassische Gitarre an der Hochschule für Musik „Hanns Eisler“ Berlin und Laute an der Hochschule für Musik und Darstellende Kunst Frankfurt am Main.
Er ist Künstlerischer Leiter des Instrumentalensembles Lautten Compagney und des Vokalensembles Capella Angelica in Berlin, die auf Barock- und Alte Musik spezialisiert sind. Die Lautten Compagney gründete Katschner 1984 zusammen mit dem Lautenisten Hans-Werner Apel. Die Capella Angelica begleitet seit dem Jahr 2002 die Lautten Compagney.
Von 2012 bis 2016 war Katschner musikalischer Leiter des Barock-Festivals Winter in Schwetzingen.

## Auszeichnungen
- 2000: Preis der Dresdner Musikfestspiele
- 2004: Händelpreis der Stadt Halle
- 2012: Rheingau Musikpreis, zusammen mit der Lautten Compagney

## Diskografie (Auswahl)
- Johann Sebastian Bach: Lieder aus Schemellis Gesangbuch, Martin Petzold (Tenor), Christoph Scholtz (Knabensopran), Georg Christoph Biller (Bariton), Gotthold Schwarz (Bass), Matthias Eisenberg (Cembalo, Orgel), Wolfgang Katschner (Arciliuto, Chitarrone), ram Musikproduktionsgesellschaft, Braunschweig 1999
- Claudio Monteverdi: Il pianto d’Orfeo, Kobie van Rensburg (Tenor), Matthias Vieweg (Bariton), Lautten Compagney, Wolfgang Katschner (Theorbe, Leitung), New Classical Adventure 2006
- Georg Friedrich Händel: Der Messias, Sharon Rostorf-Zamir (Sopran), Maria Riccarda Wesseling (Alt), Kobie van Rensburg (Tenor), Raimund Nolte (Bass), Dresdner Kammerchor, Lautten Compagney, Wolfgang Katschner (musikalische Leitung), Deutsche Harmonia Mundi 2007
- Henry Purcell: Love Songs, Dorothee Mields (Sopran), Lautten Compagney, Wolfgang Katschner (Leitung), Carus Verlag, 2010
- Henry Purcell: Love’s Madness, Dorothee Mields (Sopran), Lautten Compagney, Wolfgang Katschner (Leitung), Carus Verlag, 2012
- Wie schön leuchtet der Morgenstern – deutsche Weihnachtsmusik des 17. Jahrhunderts, Dorothee Mields (Sopran), Paul Agnew (Tenor), Lautten Compagney, Wolfgang Katschner (Laute und Leitung), Deutsche Harmonia Mundi 2013
- BachArkaden, Calmus Ensemble Leipzig, Lautten Compagney, Wolfgang Katschner (Theorbe), Carus Verlag 2013
- Georg Friedrich Händel: Rinaldo (Marionettentheater), Compagnia Marionettistica Carlo Colla & Figli Mailand, Antonio Giovannini (Countertenor), Gesche Geier (Sopran), Marie Friederike Schöder (Sopran), Florian Götz (Bass), Lautten Compagney, Wolfgang Katschner (Leitung), 1 DVD und 2 CDs, Arthaus Musik 2015
- Bach without words, Lautten Compagney, Wolfgang Katschner (Leitung), Deutsche Harmonia Mundi 2016
- Mitten im Leben 1517, Calmus Ensemble Leipzig, Lautten Compagney, Wolfgang Katschner (Laute, Leitung), Carus Verlag 2016